# عرب أمريكا اللاتينية
عرب أمريكا اللاتينية برنامج اسبوعي يعرض على قناة الجزيرة عن العرب المغتربين في أمريكا اللاتينية وما تبوأو من مناصب ودرجات عليا فيها، وما يعانو منه في الغربة.